# North High School (North St. Paul, Minnesota)
North High School es un instituto público localizado en North St. Paul, Minnesota, Estados Unidos.  Es uno  de los dos institutos en el Distrito ISD 622. El otro instituto en ISD 622 es el Tartan Senior High School en Oakdale, Minnesota. 

## Historia
Fundado en 1905, el North High School ha sido reconstruido en cinco ocasiones diferentes debido al creciente número de matriculaciones. En 2005 North High celebró un siglo. 
En 2010 Newsweek nombró a North High como uno de los mejores 1,300 colegios del país.
Se construyó un nuevo edificio escolar con una previsión de cuatro plantas de altura. Sin embargo, fue reducido a tres para mantenerse dentro del presupuesto. Este colegio también se revistió la mitad de la fachada exterior en ladrillos, también para no exceder el presupuesto. 

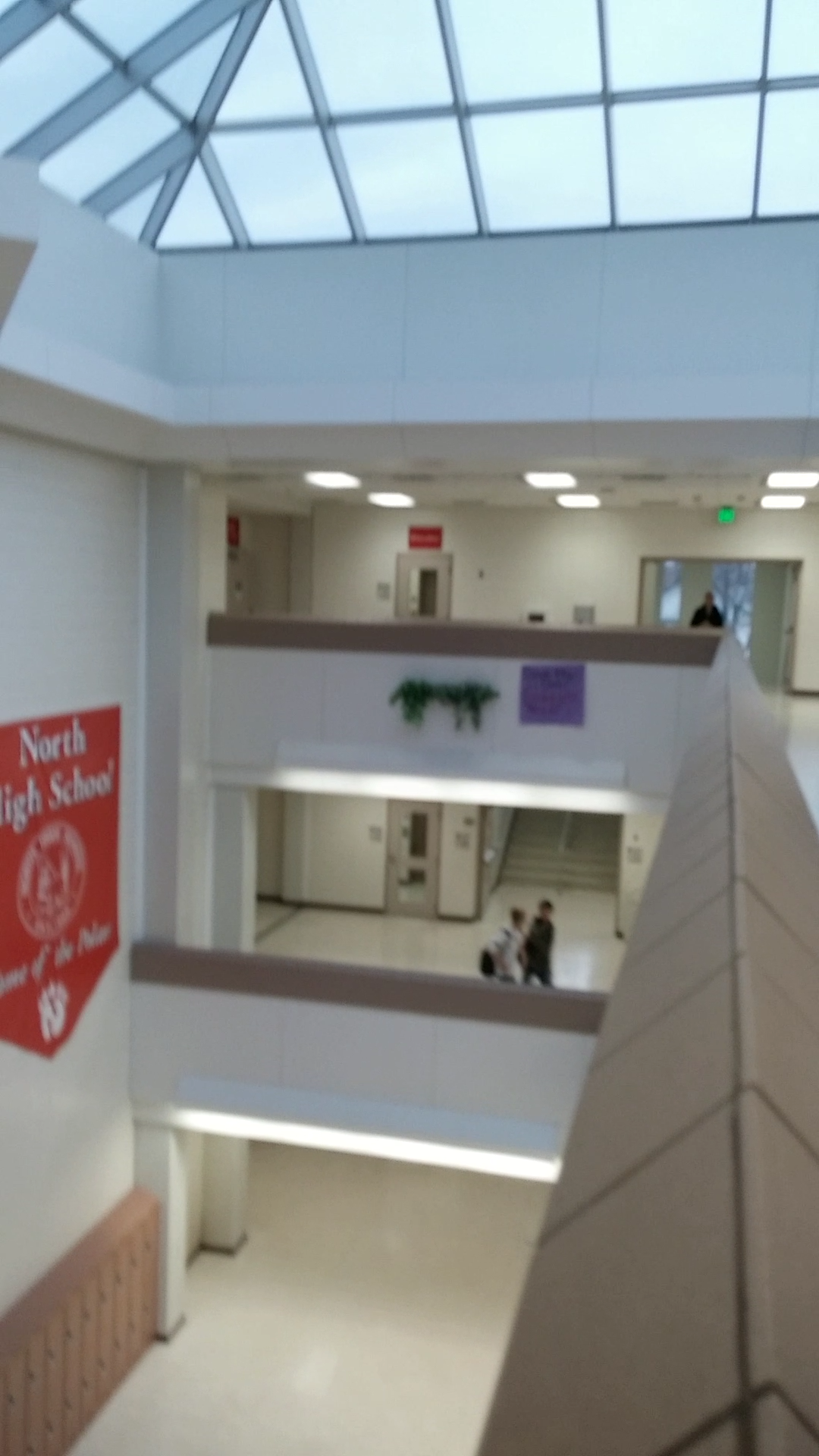
El nuevo edificio escolar en el North Saint Paul

## Geografía
Este instituto está localizado en North St.Paul, justo al otro lado de la Autopista Estatal 36 de Minnesota a las afueras de North St. Paul. Este instituto tiene un segundo campus debido al retraso en la construcción del nuevo edificio localizado dentro del Edificio de Educación Distrito Escolar 622 el cual está localizado al fondo este del aparcamiento. Este colegio está en la zona norte de la Autopista 36, pero no puede ser ya visto desde la Autopista 36; las renovaciones en la Autopista 36 de 2008 circunvalan North Sain Paul. 

## Currículum
North ofrece muchas clases de nivel más alto, incluyendo múltiples cursos avanzados, opciones de matriculación para después de la secundaria en múltiples universidades, así como participación en el programa de la Universidad de Minnesota "College in the Schools".

## Actividades extracurriculares
North High ofrece varias actividades extracurriculares. Tienen opciones atléticas como voleibol, fútbol americano, fútbol femenino y masculino, baloncesto femenino y masculino, campo a través femenino y masculino, natación femenina y masculina, tenis femenino y masculino, lucha libre, béisbol, lacrosse femenino y masculino, softbol, bolos femeninos y masculinos, y hockey femenino y masculino. El equipo masculino de fútbol ganó el Campeonato Estatal en 2013. El programa de voleibol también ha tenido éxito en los finales de los dos últimos años. 
Su programa de música ofrece un coro de espectáculo competitivo qué es a menudo llamado Northern Lights Show Choir, así como otros coros y una Banda Sinfónica. Ofrecen una clase de percusión y una clase de guitarra. 
Además de deportes, North también ofrece una variedad de clubes y organizaciones como JROTC, DECA, BPA, club de anime, club de ajedrez, club de buceo, Sociedad Nacional de Honor, Consejo Estudiantil, club cohete, stargazers, robótica, equipo de matemática, FCA, anuario, Relay for Life, drama, equipo de debate, club ASL, impresiones polares, bol de conocimiento, FEA, Link Crew, Modelo de las Naciones Unidas, CARE, Pay it Forward, Olimpiadas Científicas, Baile de Promoción, Baile de Promoción Dorado, club Dicken, y percusión de interior llamado Fusion Drumline que se combina con el Tartan High School así como con las escuelas de educación primaria del distrito. El programa DECA de North High ha sido el primer capítulo en el Estado durante los pasados años. DECA es una clase de empresariales que se ofrece a los estudiantes que persiguen una carrera en el mundo de los negocios. Estos estudiantes dirigen la tienda escolar durante la hora del almuerzo y antes y después de las clases. Los estudiantes de DECA también participan en competiciones del distrito y estatales, compitiendo en eventos como en campañas de publicidad, cambio de roles, planes de negocios escritos, y demostraciones de ventas.

## Incidentes
El viernes 1 de junio de 2012, alguien lanzó una bomba de humo en el último día de colegio, el cual resultó en la evacuación del entero instituto durante aproximadamente 90 minutos. Cinco estudiantes tuvieron que recibir asistencia médica y ninguno tuvo que ser llevado al hospital.
El Distrito ISD 622 se enfrenta a una reducción de 8 millones de dólares en el presupuesto durante el año escolar 2015-2016.

## Notable alumni
- Farrell Dobbs (1925) sindicalista, político, historiador
- Bret Hedican (1988) jugador de hockey profesional, marido de la patinadora artística Kristi Yamaguchi
- Nate Richert (1996) actor (Harvey en Sabrina la Bruja Adolescente), músico
- Teresa Burks (1996) Radio City Rockette[6]
- Clark Shaughnessy, entrenador en el Salón de la Fama del Fútbol Americano Universitario
- Ira Dean (1987) bajista y artista con Disco de Oro en la banda Trick Pony
- Jim O'Brien (hockey sobre hielo) jugador de la NHL para los Senadores de Ottawa Senators
- G de Troya. Ward (1980) entrenador de hockey profesional: Pingüinos de Pittsburgh, Aeros de Houston, y los Heat de Abbotsford
- Kip Sundgaard (1974) saltador de esquí olímpico